# 富山治夫
富山 治夫（とみやま はるお、1935年2月25日 - 2016年10月15日）は、東京都出身の日本の写真家。

## 概要
1935年2月25日、東京府東京市神田区（現・東京都千代田区神田）に生まれる。定時制高校（東京都立小石川高等学校）に通うが1957年に中退し、独学で写真技術を習得。「女性自身」の嘱託写真家を経て、朝日新聞出版写真部に移るが、1966年よりフリーランスになる。 以降、「佐渡島」などの多数の写真集を出版、数々の賞を受賞する。2016年10月15日、新潟県佐渡市で、肺がんのため死去した。享年81。

## 主な受賞歴
- 日本写真批評家協会新人賞（1965年）
- 講談社出版文化賞（1978年）
- 日本写真協会年度賞（1980年）
- 芸術選奨文部大臣新人賞（1981年）
- 写真百五十年マスター顕彰 （1989年）
- 日本写真協会文化振興賞 （1995年）
- 紫綬褒章（2003年）[4]
- スポニチ芸術大賞（2005年）
- 旭日小綬章（2012年）[2][1][3]

## 主な著書
- 現代語感（中央公論社）
- 佐渡島（朝日新聞社）
- 日本の挽歌（角川書店）
- 中国 全3巻（日本交通公社）
- 京劇1・2（平凡社）
- 市川団十郎（平凡社）
- 佐渡万華鏡（郷土出版社）
- 三国志（TOW企画）
- その他多数